# Österreichische Gesellschaft für Empirische Kulturwissenschaft und Volkskunde
Die Österreichische Gesellschaft für Empirische Kulturwissenschaft und Volkskunde, früher Österreichischer Fachverband für Volkskunde, ist ein wissenschaftlicher Verein, welche sich als Standesvertretung der sachlichen und beruflichen Interessen der auf dem Fachgebiet der Volkskunde/Europäischen Ethnologie und Empirischen Kulturwissenschaft beruflich und/oder wissenschaftlich Tätigen in Österreich sieht.

## Geschichte
Im Jahr 1957 wurde auf der 8. Österreichischen Volkskundetagung in Bregenz beschlossen, den Österreichischen Fachverband für Volkskunde zu gründen. Die für die Konstituierung beauftragte Kommission lud am 21. und 22. März 1958 zur Gründungsversammlung nach Saalfelden. Erster Vorsitzender wurde der Innsbrucker Ordinarius Karl Ilg. Als sein Stellvertreter wurde Hanns Koren gewählt. Weitere Mitglieder des Gründungsvorstands waren unter anderem Franz Colleselli (Schriftführer), Franz Lipp (Kassier).
Am 21. Januar 2022 wurde der Österreichische Fachverband für Volkskunde in einer außerordentlichen Generalversammlung in Österreichische Gesellschaft für Empirische Kulturwissenschaft und Volkskunde umbenannt. Zwischen 2019 und Herbst 2024 waren Klaus Schönberger (Klagenfurt) der Vorsitzende und Birgit Johler (Graz) stv. Vorsitzende. An der Generalversammlung im November 2024 wurde Marion Näser-Lather (Innsbruck) zur neuen Vorsitzenden gewählt, Anna Engl (Salzburg) wirkt seither als stv. Vorsitzende.

## Aufgaben
Die Gesellschaft fördert die Forschung und den volkskundlich-kulturwissenschaftlichen Nachwuchs. Dabei arbeitet er mit dem Verein für Volkskunde in Wien und den ähnlich ausgerichteten Gesellschaften in Deutschland und der Schweiz zusammen. Gemeinsam wird die alle drei Jahre stattfindende Österreichische Volkskundetagung organisiert. So fand der 28. Österreichische Volkskundetagung im Mai 2016 in Graz statt. Die 29. Österreichische Volkskundetagung wurde in Wien vorbereitet, aber 2021 online durchgeführt. Die 30. Tagung der Österreichischen Gesellschaft für Empirische Kulturwissenschaft und Volkskunde wurde vom 18. bis 20. Mai 2023 in Klagenfurt durchgeführt. Im September 2026 wird die 31. Tagung voraussichtlich in Innsbruck durchgeführt.